# Ondřej Benešík
Ondřej Benešík (* 27. června 1976 Uherské Hradiště) je český politik, od roku 2013 poslanec Poslanecké sněmovny PČR, v letech 2010 až 2014 starosta obce Strání, v letech 2004 až 2020 a opět od roku 2024 zastupitel Zlínského kraje, v letech 2015 až 2019 a opět v letech 2020 až 2022 místopředseda KDU-ČSL.

## Život
V roce 1994 maturoval na Střední zemědělské škole ve Starém Městě. V letech 1994 až 1996 pak studoval anglický a německý jazyk na Akademii J. A. Komenského v Uherském Hradišti a v letech 1996 až 1999 obor obchodní studia na Evropském polytechnickém institutu v Kunovicích.
V letech 1999 až 2001 vedl jazykovou agenturu, kde rovněž vyučoval. V roce 2001 nastoupil na Krajský úřad ve Zlíně jako odborný pracovník pro zahraniční vztahy a Evropskou unii v kanceláři hejtmana. Od roku 2006 působil jako zástupce ČR ve Výboru regionů EU v Bruselu. Zároveň si doplnil vzdělání studiem oboru evropská politika na Fakultě sociálních studií Masarykovy univerzity (promoval v roce 2010 a získal titul Mgr.).
Ondřej Benešík je ženatý, má dva syny a jednu dceru.

## Politické působení
V roce 1995 vstoupil do KDU-ČSL. V komunálních volbách v roce 1998 neúspěšně kandidoval do Zastupitelstva obce Strání. Zvolen byl až v komunálních volbách v roce 2002. Mandát zastupitele pak obhájil i v komunálních volbách v roce 2006 a v komunálních volbách v roce 2010. Kromě toho byl v roce 2006 zvolen radním obce a v listopadu 2010 pak starostou obce Strání. Ve volbách v roce 2014 obhájil post zastupitele obce, starostou se však již nestal. Také ve volbách v letech 2018 a 2022 obhájil post zastupitele obce.
Do vyšší politiky se pokoušel vstoupit v krajských volbách v roce 2000, když neúspěšně kandidoval za KDU-ČSL (v rámci Čtyřkoalice) do Zastupitelstva Zlínského kraje. Uspěl až v krajských volbách v roce 2004. Mandát zastupitele obhájil v krajských volbách v roce 2008 i v krajských volbách v letech 2012 a 2016. Mandát obhajoval též ve volbách v roce 2020, ale tentokrát neuspěl.
Neúspěšně kandidoval ve volbách do Poslanecké sněmovny PČR v roce 2002 a ve volbách do Poslanecké sněmovny PČR v roce 2006 (skončil na pozici čtvrtého náhradníka). Ve volbách do Poslanecké sněmovny PČR v roce 2013 kandidoval ve Zlínském kraji jako lídr KDU-ČSL a byl zvolen.
V květnu 2015 byl na sjezdu ve Zlíně zvolen místopředsedou KDU-ČSL, dostal 237 hlasů (nejvíce ze všech místopředsedů). Na dalším sjezdu KDU-ČSL v květnu 2017 v Praze funkci obhájil. Post zastával do března 2019. Do předsednictva byl znovu zvolen na mimořádném sjezdu strany v lednu 2020, a to do funkce řadového místopředsedy. Na sjezdu KDU-ČSL v dubnu 2022 již tuto pozici neobhajoval.
Ve volbách do Poslanecké sněmovny PČR v roce 2017 byl lídrem KDU-ČSL ve Zlínském kraji. Získal 4 150 preferenčních hlasů, a obhájil tak mandát poslance. Ve volbách do Evropského parlamentu v květnu 2019 kandidoval na 5. místě kandidátky KDU-ČSL, ale nebyl zvolen.
Ve volbách do Poslanecké sněmovny PČR v roce 2021 byl z pozice člena KDU-ČSL lídrem kandidátky koalice SPOLU (tj. ODS, KDU-ČSL a TOP 09) ve Zlínském kraji. Získal 10 440 preferenčních hlasů, a mandát poslance tak obhájil.
V krajských volbách v září 2024 byl z pozice člena KDU-ČSL zvolen zastupitelem Zlínského kraje, a to na kandidátce uskupení „K21 ZLÍNSKÝ KRAJ 21. STOLETÍ“ (tj. KDU-ČSL a hnutí Z21). Na kandidátce původně figuroval na 12. místě, vlivem preferenčních hlasů ale skončil pátý.